# Dây thần kinh vận động
Dây thần kinh vận động là một loại dây thần kinh nằm ở Hệ thần kinh trung ương (HTKTW), thường là tủy sống, có nhiệm vụ gửi tín hiệu vận động từ HTKTW tới các cơ của cơ thể. Chúng khác với nơ-ron vận động, thứ bao gồm một tế bào và các sợi nhánh, ở chỗ chúng được cấu tạo từ một búi các sợi trục. Dây thần kinh vận động đóng vai trò là dây thần kinh ly tâm đưa thông tin đi khỏi HTKTW. Phương thức liên lạc này thì đối ngược với dây thần kinh cảm giác, thứ gửi tín hiệu từ các thụ quan ở ngoại biên về HTKTW. Cũng có những dây thần kinh là cả dây thần kinh vận động lẫn dây thần kinh cảm giác, gọi là dây thần kinh hỗn hợp.

## Cấu trúc và chức năng
Sợi thần kinh vận động chuyển đổi tín hiệu từ HTKTW tới các nơ-ron ngoại biên của mô cơ đầu gần. Đầu cuối sợi trục dây thần kinh vận động phân bố cơ trơn và cơ xương, vì chúng tham gia mạnh mẽ vào quá trình điều khiển cơ. Dây thần kinh vận động có xu hướng giàu các túi Acetylcholine bởi vì dây thần kinh vận động, một bó các sợi trục dây thần kinh vận động vận chuyển tín hiệu vận động và tín hiệu cho việc di chuyển và kiểm soát vận động. Các túi calci nằm bên trong đầu cuối sợi trục của các bó dây thần kinh vận động. Việc tập trung calci cao bên ngoài các dây thần kinh vận động tiền-synap làm tăng kích thước của EPP (End-Plate potential, tạm dịch: Điện thế đĩa tận cùng).